# Gomtî
La Gomtî (hindi : गोमती, ourdou : گومتی), aussi appelée Gumtî ou Gomatî, est une rivière de l’état d’Uttar Pradesh d’environ 900 km de long. Elle prend sa source à Gomat Taal, près de Pilibhit, et se jette dans le Gange à Saidpur. Ses principaux affluents sont la Sarayu et la Sai.